# 椿坂峠
椿坂峠（つばきざかとうげ）は、滋賀県長浜市余呉町の国道365号上にある峠である。標高は497m。

## 概要
三重県四日市市から石川県加賀市を結ぶ、総距離231kmの長距離国道365号において2番目に高い標高にある峠である。椿坂の名前はユキツバキの自生最南端に由来する。附近に同国道において最も高い標高を持つ栃ノ木峠が聳えるため、えてしてまとめられてしまうことが多い。しかし厳密に言えば栃ノ木峠が野坂山地と両白山地の峠であるのに対し、椿坂峠は野坂山地と伊吹山地の峠であるため、明確に分けられるべき峠といえる。

## 道路状況
近くに上記した栃ノ木峠があり、またこの地域が山地の密集地帯ということもあり、滋賀県長浜市木之本町から福井県南条郡南越前町までの区間は延々と農村や田園風景が続く。特にこの附近は2つの500m前後の峠が連続する険しい山道になっている。ただし道路自体は片側一車線は確保されており、場所によってはガードロープやカーブミラーも設置されているので、極端にひどい峠というわけではない。自動車の運転に自信のない人は木之本町で分岐する国道8号で新道野越を越えて、福井県敦賀市の国道476号経由で国道365号に戻るルートを推奨する。

## 椿坂バイパス
椿坂峠付近で開通した。（平成26年11月19日完成）

## 峠附近からの接続道路
- 福井県道・滋賀県道140号敦賀柳ヶ瀬線